# Merkin

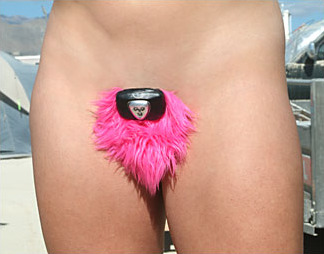
Um merkin (com lâmpada) usado por uma mulher para cobrir sua área pubiana

Um merkin é uma peruca para pelos pubianos que era usada por prostitutas depois de raspar seu monte púbico. Seu uso hoje se limita a dispositivos eróticos por homens e mulheres.

## História e etimologia
A Oxford Companion to the Body data a origem da peruca púbica na década de 1450. Segundo a publicação, as mulheres raspavam os pelos pubianos para higiene pessoal e para combater a Pediculosis púbis (piolho púbico – chato. Além disso, profissionais do sexo usariam um merkin para encobrir sinais de doenças, como sífilis. Usa-se hoje também como uma forma pejorativa para mulher jovem de classe pobre ou mesmo como forma carinhosa do nome feminino Mary.

## História
O Oxford English Dictionary data a primeira referência escrita do termo para tal objeto em 1617. A palavra Merkin se originou provavelmente do Wikcionário malkin.

## Uso contemporâneo
Às vezes, na produção de filmes, merkins podem ser usados especialmente por atores ou atrizes para evitar a exposição inadvertida da genitália durante cenas de nudez ou seminudez. A presença do merkin protege atores e atrizes de realizar inadvertidamente nudez "frontal total", o que pode ajudar a garantir que o filme, por exemplo, atinja uma classificação menos restritiva pela Motion Picture Association (MPAA) dos Estados Unidos].
Um merkin também pode ser usado quando o ator ou atriz tenha menos pelos pubianos do que o considerado necessário, como usaram os extras de dança nua no filme The Bank Job. Amy Landecker usou um merkin no filme Um Homem Sério (2009) para uma cena nua de banho de sol; pois depilação com cera para uso de biquíni não era comum, nem estava na moda em 1967, quando o filme se passa.
- Lucy Lawless foi preparada para o uso de um merkin para a série de TV de 2010 Spartacus: Blood and Sand, mas não o usou.[8]
- Em uma entrevista para a revista Allure, Kate Winslet relatou como ela se recusou a usar um merkin no filme O Leitor.[7][9]
- Na São Paulo Fashion Week em 2010, a grife Neon vestiu uma modelo nua em plástico transparente. Segundo o estilista, a modelo usou peruca púbica para parecer mais natural.[10]
- Em uma entrevista, Gina Gershon revelou que ela usava um merkin no filme Killer Joe.[11]
- No comentário de áudio do diretor de The Girl with the Dragon Tattoo (2011), o diretor David Fincher discutiu como um merkin foi usado para a atriz Rooney Mara, depois que ela sugeriu a ele que a personagem que ela interpretou no filme era uma ruiva natural no livro e na verdade tingiu o cabelo de preto. Consequentemente, o merkin que ela usava era feito na cor vermelha. Para o lançamento do filme no Japão, Fincher afirmou: "Acredito que no Japão tivemos que colocar um mosaico sobre ele porque púbis falsos são considerados;... desagradáveis."[12][13]
- No filme de Stanley Kubrick Dr. Strangelove o personagem do Presidente dos Estados Unidos, interpretado por Peter Sellers, é careca e se chama "Merkin Muffley".[14]
- No filme italiano La pelle), que se passa durante a ocupação aliada de Nápoles após a Segunda Guerra Mundial, merkins loiros são feitos para as prostitutas locais se passarem por loiras para os soldados americanos.[15]
- Na série de televisão Black Sails, Jessica Parker Kennedy usava uma peruca púbica.[16]
- No filme The Greasy Strangler, a personagem Janet vestiu um merkin.[17]
- No filme Nunca Fui Beijada, a assistente da personagem principal Josie Gellar se chama Merkin. O personagem é interpretado por Sean Whalen.
- Em 2022, em resposta à aprovação de reformas na Lei de Reconhecimento de Gênero de 2004 na Escócia, Elaine Miller usando uma peruca púbica se exibiu à câmara do Parlamento da Escócia em protesto.[18]